# Горгорот
Горгорот е норвежка блек метъл банда, основана в Берген през 1992 г. от Infernus. Групата взима името си от названието Еред Горгорот – Мъртвото плато на Злото и Тъмнината в страната Мордор от Властелинът на пръстените на Толкин. Групата има договор с Regain Records и е издала десет студийни албума. Третият им албум Under the Sign of Hell е преиздаден през 2011 г.

## История

### Началото (1992–1995)
Gorgoroth е създадена през 1992 г. от китариста Инфернус. През 1993 г. бандата издава първото си демо, наречено A Sorcery Written in Blood. На 7 януари 1994 г. главният вестник в областта Сон ог Фьордан, Фирда, пуска резюме по демото, наречено „Местна музика със сатанинска символика“. След излизането на публикацията, излизането на демото и рекламните флаери, разтревожени родители се свързват с полицейския участък във Фялер. След издаването на демото, групата подписва с Embassy Productions и започва работата си по дебютния албум Pentagram. Когато басистът Кйетар напуска бандата през 1993 г., на негово място идва Самот от Emperor и взема участие в записите на албума. След като Pentagram е завършен и издаден през 1994 г., барабанистът Гоут напуска бандата и е заменен от Фрост от Satyricon. Групата прави първия си концерт в Lusa Lottes Pøbb в Осло на 3 май 1994 г., по време на четиридневния фестивал Black Metal Nights, в който вземат участие групи като Dark Funeral (които също за пръв път са на сцена), Dissection, Enslaved, Marduk (които свирят за пръв път в чужбина), Gehenna и Hades Almighty.
Концертът е последван от изпълнения с Enslaved в Берген (юни и септември) и в Хогезанд (ноември). На 10 декември 1994 г. бандата за пръв път изнася концерт на чужда земя, в Анаберг-Бухолц в Германия. През същата година групата започва записите на втория си дългосвирещ албум Antichrist (с първоначално заглавие Død).

### Заедно с Пест (1995–1997)
Вокалът Хат решава да напусне Gorgoroth през септември 1995 г., но се съгласява да завърши парчетата за албума Antichrist. След напускането му Инфернус кани вокала Пест от Obtained Enslavement. През декември 1995 г. бандата участва като съпорт на Cradle of Filth на London Astoria, шоу, което включва и Primordial. Това е първото излизане на сцена на новия вокалист с групата, както и на басиста Арес.
През 1995 г. бандата получава оферта от Moonfog Productions, но я отхвърля, за да приеме условията на немския лейбъл Malicious Records, които издават втория албум Antichrist през 1996 г., както и преиздават първия албум Pentagram. Групата тръгва на европейско турне със Satyricon и Dissection през април 1996 г., след което изнася концерт в Берген с Hades Almighty и Gehenna, по време на който е записан и концертния сингъл The Last Tormentor. Групата свири и в Bischofswerda, Германия през есента заедно с Behemoth. Скоро името Gorgoroth става нарицателно в блек метъл средите в Норвегия и Европа, макар често да остава в сянката на някои прочути банди като Mayhem или Emperor. Третият албум на групата Under the Sign of Hell е записан през пролетта на 1996 г., като година по-късно към бандата се присъединява и китаристът Торментор. След като е издаден през 1997 г. Under the Sign of Hell, Gorgoroth заминават на първото си турне като хедлайнъри през есента на същата година, със съпорт Mystic Circle. На това турне Инфернус и Торментор са привлечени от голямата немска компания за звукозаписи Nuclear Blast, които искат да подпишат с бандата. Офертата е приета в края на годината.

### Под знака на Nuclear Blast (1997–2004)
Преместването в Nuclear Blast се приема с противоречия от много блек метъл фенове, които държат на ъндърграунда, въпреки че Gorgoroth всъщност използват капацитета на разпространение на компанията за свои цели. Първият албум под новата марка е Destroyer (1998). Новият вокал Гаал идва в групата по това време, но участва в само една песен от албума, едноименната Destroyer. Музиката и текстовете са дело основно на Инфернус, но китаристът Торментор също се включва като композитор на заглавното парче, а вокалът Пест пише текстовете на 4 парчета. През май 1998 г. Gorgoroth свирят на пет концерта в Германия по време на европейското турне на Cradle of Filth със съпорт Old Man's Child и Einherjer. Gorgoroth свирят и по време на Wacken Open Air през лятото на 1998 г. и на Tuska Open Air Metal Festival в Хелзинки, както и в Осло заедно с Gehenna и Dødheimsgard.
През 1999 г. Gorgoroth навлиза в непознати води със записите на Incipit Satan. Макар че е написан основно отново от Инфернус, албумът носи идеи, които групата не е споделяла при предишните записи. Песни като Will to Power клонят силно към стила индъстриъл метъл, дарк ембиънт и имат влияние от нойз (повече, отколкото има в Destroyer и Under the Sign of Hell, които също имат елементи на експерименталност). Парчето When Love Rages Wild in My Heart включва чисти блусарски вокали. Като цяло албумът носи прогресивни тенденции, като все още остава в стила на чистия блек метъл и носи почерка на Инфернус. Албумът е записан през 1999 г., след като барабанистът Вролок и басистът T-Рипър напускат групата, за да бъдат заменени съответно от Ерленд Ериксен (a.k.a. Серсянт) и Кинг ов Хел. Барабанистът Серсянт напуска групата след края на записите и издаването на Incipit Satan през 2000 г., предшестван от европейско турне през декември като съпорт на Morbid Angel. През май 2000 г. Gorgoroth са начело на европейско турне с групи като Old Man's Child и Krisiun като техен съпорт. В началото на 2000 г. Gorgoroth свирят на първия Hole in the Sky фестивал в Берген, Норвегия. Фестивалът е в памет на бившия барабанист на групата Грим и включва бандите Immortal, Enslaved, Obtained Enslavement, Hades Almighty и Aeternus. На 23 юни 2000 г. Gorgoroth са хедлайнъри на сцената "Knüppelnacht" по време на фестивала With Full Force в Лайпциг.
След няколко концерта н норвегия през 2000 и 2001 г., Gorgoroth се отправят на единствения си концерт зад океана, по време на метъл фестивала в Милоуки, САЩ, през август 2001 г. През септември и октомври същата година бандата отива на две минитурнета в Мексико и Колумбия. През 2001 г. бандата участва в сборен албум, посветен на норвежата блек метъл икона Mayhem с кавър версия на песента им Life Eternal от албума De Mysteriis Dom Sathanas. Песента е записана през 1998 г. и вокалите са на Гаал, китарите на Инфернус и Торментор, T-Рипър на соло китарата и баса и Вролок на барабаните. Това е единствената песен на групата, която не фигурира в албумите им. През февруари 2002 г. вокалистът Гаал е арестуван заради побой над мъж по време на парти. Това му коства 9 месеца затвор, тъй като освен това провинение, той има и едногодишна условна присъда за подобно деяние. Излиза от затвора през декември 2002 г.
През 2002 г. Торментор решава да напусне групата, тъй като не може повече да свири заедно с Кинг, като това е краят на стабилния петчленен състав Гаал, Инфернус, Торментор, Кинг ов Хел и Квитрафн, формиран през 2000 г. След напускането на Торментор, Gorgoroth започват писането на следващия албум Twilight of the Idols. Албумът е завръщане към по-здравия блек метъл звук, но все пак е твърде различен от първите албуми, основно поради факта, че песните са написани от басиста Кинг и барабаниста Квитрафн, като Инфернус има малко участие. Бандата свири за пръв път след година и половина в един гараж в Берген през април 2003 г., като Торментор се завръща за този концерт. Twilight of the Idols излиза под марката на Nuclear Blast през май 2003 г., като след това бандата свири на фестивала Hole in the Sky в Берген през август същата година. Това е първия концерт с групата на гост-китариста Аполион от Aura Noir.

### Противоречия в Краков (2004)
На 1 февруари 2004 г., по време на концерт в Краков, Полша, който е специално записван за DVD, групата пече на шишове овчи глави, като устройва кървава баня с 80 литра овча кръв, сатанински символи и четири голи разпънати на кръст жени на сцената. След религиозни протести полицията прави разследване (поругаването на християнските символи е наказуемо според полското законодателство), както и за насилие срещу животни. Макар че обвиненията са доказани, групата не е глобена, тъй като според адвокатите им те не са знаели, че това е незаконно в Полша. Накрая е глобен организатора на концерта с 10 000 злоти през 2007 г. затова, че не е информирал бандата за законодателството по тези въпроси в страната, нито се е намесил да предотврати скотобойната. Резултатът от всичко това е отпадането на бандата от афиша на Nuclear Blast Tour и конфискацията на кадри от концерта от полицията. След това недоразумение договорът между бандата и компанията Nuclear Blast е прекратен по взаимно съгласие. Мотивът е, че репутацията на групата афектира върху вярванията на някои от служителите на компанията.
След успешно турне в Южна Америка (Бразилия, Чили и Аржентина) и участие в норвежкия Inferno Festival, барабанистът Квитрафн решава през април 2004 г. да напусне бандата. За турнетата през октомври и ноември в Европа и Централна Америка, на които бандата е хедлайнър, вземат участие барабанистът Dirge Rep (ex-Enslaved, Gehenna) и китаристът Телох.

### Ad Majorem Sathanas Gloriam (2005–2007)
След различни участия в Норвегия и Европа през първата половина на 2005 г., включително и на фестивала With Full Force през юли, Gorgoroth заминават на дълго европейско турне заедно с 1349 през ноември, този път на китарите с участието на Скаг на мястото на Телох за концертите. На 10 декември 2005 г. Gorgoroth свирят в Trondheim, Норвегия и това е последния им концерт до лятото на 2007 г.
Gorgoroth издават Ad Majorem Sathanas Gloriam през юни 2006 г. под марката Regain Records. Това е едва втория албум на бандата, издаден след 2000 г., което бележи спад в тяхната продуктивност. За записите на новия албум на барабаните отново е Фрост. Албумът помага на бандата да увеличи фенската си маса. Малко след записите на албума, басиста Кинг напуска групата. Според официалната информация на уебсайта, напускането е в резултат на идеологически противоречия в дневния ред на бандата. В интервю, направено малко след като напуска бандата, бившия басист потвърждава, че има проблеми в обществения, но не и личния живот. Gorgoroth са номинирани с този си албум в категория Metal по време на 35-ото издание на Годишните награди (норвежкия еквивалент на Наградите Грами). Гаал излежава присъда в затвора от пролетта до края на 2006 г. заради престъпление, извършено през 2002 г., а Инфернус лежи 4 месеца между октомври 2006 г. и март 2007 г. за спорно изнасилване през 2003 г. Когато вторият е освободен, е съобщено, че започва „работа по музиката и текстовете на нов албум, чието заглавие е все още неуточнено“.
През януари 2007 г. излиза съобщение, че Гаал е разследван от норвежката полиция заради интервю в предаването Metal: A Headbanger's Journey (2005), което е излъчено по норвежката телевизия Lydverket NRK 1 на 24 януари 2007 г. В интервюто той казва, че „изгарянето на църкви е нещо, което той подкрепя на 100 процента, а в бъдеще трябва и ще бъде направено много повече по този въпрос“. През април 2007 г. 5-сериен филм, озаглавен True Norwegian Black Metal, продуциран от Петер Бесте и излъчен по VBS.tv, разкрива някои от житейските апсекти на Гаал. Отново с участието на Кинг в бандата, през същия месец по норвежката МТВ е излъчен и клипа към Carving a Giant от албума Ad Majorem Sathanas Gloriam.
През юли и август 2007 г. Gorgoroth се завръщат на сцената с концерти на фестивали в Норвегия, Германия и Чехия. През септември 2007 г. бандата заминава на юнжоамериканско турне в Бразилия, Колумбия, Аржентина, Еквадор и Чили, заедно с друга брутална група – Belphegor. Това са последните концерти на бандата с участието на Гаал и Кинг.

### Quantos Possunt ad Satanitatem Trahunt (2007–2011)
През октомври 2007 г. в социална мрежа Инфернус обяви решението на Гаал и Кинг ов Хел да напуснат бандата. На своѝ ред Гаал и Кинг се оплакват, че са „уволнили“ Инфернус от Gorgoroth и предявиха претенции към името на групата, като предишния месец дори Кинг внася документи за регистрация на запазена марка. Този спор е завършен през март 2009 г., когато съдебното решение признава Инфернус за легитимен ползвател на името, а Гаал и Кинг са били изключени от групата, след като са се опитали да отстранят основателя ѝ.
Малко след като Гаал и Kинг напускат, Инфернус обявява финализирането на материалите, които бяха започнати през 2006 г., като името на албума е вече уточнено – Quantos Possunt ad Satanitatem Trahunt под леѝбъла Regain Records. Отбелязано е също така, че в бъдещите концерти на групата ще бъде минимизирано свиренето на парчета, написани между 2002 и 2004 г. (въпреки че само три песни на Кинг ов Хел и две на Квитрафн – на общо четири, от които текстовете са написани от Гаал – са били някога изпълнявани на концерт) и, че приоритет ще бъде даван на по-стари и по-нови парчета. През декември 2007 г. към бандата се присъединяват Томас Асклунд и Франк Уоткинс съответно като барабанист и басист. Уоткинс по-късно приема сценичния псевдоним „Бьодел“, което е норвежкия превод на „екзекутор“.
През април 2008 г., Инфернус заминава за Стокхолм, където през следващите няколко месеца доработва материалите за Quantos Possunt ad Satanitatem Trahunt в студиото на Томас Асклунд Monolith Studio.
Злополучният концерт в Краков от 2004 г. наѝ-после е издаден на DVD през юни 2008 г., повече от 4 години след записването. Леѝбъла е Metal Mind Productions под заглавие Black Mass Krakow 2004, като влиза в норвежката музикална DVD класация под номер четири още в първата седмица. Остава в класацията пет седмици, като се изкачва до трето място.
На 30 маѝ 2008 г. Regain Records анонсират издаването на True Norwegian Black Metal – Live in Grieghallen, нов албум на Gorgoroth, коѝто е записан в студио в средата на октомври 2007 г. Членовете на групата, записали албума са Инфернус – китара и бас китара, Гаал – вокали, Телох – гост китарист и Гаргуф – гост барабанист. Поради споровете за името обаче, разпространението на албума е спряно временно през юли 2008 г. в изчакване на окончателното съдебно решение от Швеция.
Инфернус обявява през август, че презаписът на Quantos Possunt ad Satanitatem Trahunt е направен с китари, бас китари и барабани. Сле прекарани предишни месеци в репетиции в Monolith Studio, Инфернус започва да работи по аранжиментите с помощта на бившия китарист на бандата Toрментор. През септември 2008 г. Инфернус информира, че Торментор е приел офертата му да се присъедини отново към Gorgoroth, заедно с Томас Асклунд и Бьодел. На 4 декември 2008 г. на вокалите се връща и Пест.
Малко след като излиза съдебното решение за името на Gorgoroth, започва записа на Quantos Possunt ad Satanitatem Trahunt с барабаните на Томас Асклунд в Monolith Studio. Инфернус „записва на ръка шест основни китари“ за албума, а Бьодел и Пест записват съответно бас китарите и вокалите през юни.
През маѝ 2009 г. е оповестено, че Gorgoroth отново излизат на сцена на 29 август 2009 г., по време на десетгодишнината на фестивала Hole in the Sky в Берген, Норвегия. Това е първото излизане на сцена на бандата от септември 2007 г. В края на юни 2009 г. вокалите на True Norwegian Black Metal – Live in Grieghallen са презаписани с Пест. Една седмица по-късно е обявено и излизането на Quantos Possunt ad Satanitatem Trahunt, заедно с имената на парчетата.
По време на концерта на фестивала Hole in the Sky, сет листата съдържа предимно стари парчета, включително две песни от Pentagram – албум, коѝто не е изпълняван на живо от октомври 1997 г. За пръв път е изпълнена на живо и новата песен Aneuthanasia от Quantos Possunt ad Satanitatem Trahunt. Gorgoroth участват също и в UKA 2009 в Трондхаѝм, Норвегия, на 19 октомври 2009 г. Този концерт съвпада с излизането на Quantos Possunt ad Satanitatem Trahunt.
След излизането на албума, той е добре приет с коментари, че групата се връща към корените си. Албумът е сравняван с ранния Antichrist (1996). Всъщност става ясно, че работата по Quantos Possunt ad Satanitatem Trahunt, включително репетициите на Инфернус и Tомас Асклунд в Стокхолм, датират около това време. На 1 април 2010 г. от бандата обявяват, че работата по следващия, неозаглавен албум, вече е започнала и евентуалното му излизане е предвидено за 2011 г.
През април 2010 г. Gorgoroth тръгват на мини турне в Европа с дати в Германия и по една дата във Франция, Белгия, Италия и Холандия. Турнето е за промотиране на Quantos Possunt ad Satanitatem Trahunt. Бандата излиза на сцената и на пет европейски фестивала през лятото на 2010 г.: фестивалите в Германия Summer Breeze Open Air, Ragnarök, Brutal Assault в Чехия, Bloodstock Open Air на Острова и финландския Jalometalli. През септември 2010 г. Gorgoroth обявяват, че тръгват на мини турне в Европа отново през ноември 2010 г. под новия лейбъл Massive Music. През октомври 2010 г. излиза информацията, че групата финализира работата по презаписа на албума Under the Sign of Hell от 1997 г. Албумът е преиздаден с вокалите на Пест и барабаните на Томас Асклунд през декември 2011 г.

### Instinctus Bestialis (2012–сега)
Пре завгуст 2012 г. Пест информира колегите си, че няма да може да вземе участие в планираното през септември турне в Латинска Америка. В отговор Инфернус изритва вокалиста от групата, като за турнето на негово място е взет Хьост, вокал на норвежката блек метъл банда Taake. За следващия студиен албум на бандата Instinctus Bestialis за вокалист е обявен Атеригнер от сръбската група Triumfall.

## Борба за текстове и таблатури
Gorgoroth не само отказват да публикуват свои текстове и (отчасти) таблатури, но са и много против всякакви репродукции от страна на почитатели. Причината за това не е добре известна, макар че Инфернус изразява несъгласието си с това групи да правят кавъри на други групи, измежду другите причини. Сайтът с текстове на метъл банди Darklyrics.com вместо текстове изписва съобщение, че "Текстовете на Gorgoroth са свалени поради оплакване за авторско право от страна на бандата”. На сайта Lyricsondemand.com излиза съобщение от Арне Бекман от Prophecies Publishing, което гласи следното:
| “ | "Уважаеми притежатели на уебсайтове, моля да вземете предвид, че пиша от името на Prophecies Publishing (PP) и в качеството си на техен бизнес мениджър. PP е официалната компания за публикации на групата Gorgoroth. От бандата изискват от нас да следим за премахването на техни текстове от Вашия уебсайт. Поради тези причини ние настояваме да премахнете текстовете на групата Gorgoroth от системите си веднага, но не по-късно от 18 февруари 2004 г. В случай на неизпълнение, ще бъдат предприети всякакви (включително законови) мерки за изпълнение на изискването. Това не е лично срещу Вас и Вашия бизнес, но разбирате, че като музикални мениджъри на бандата, ние трябва да прилагаме авторското право по тяхно искане. Тъй като нямате право да публикувате текстовете, Вие нарушавате международните спогодби и конвенции за авторски права. С уважение, Арне Бекман, Prophecies Publishing". | ” |

## Състав
| Сегашни членове - Инфернус – китара (1992– ) - Бьодел – бас (2007– ) - Томас Асклунд – барабани (2007– ) - Атеригнер – вокали (2012– ) |  | Предишни членове - Гоут Первертор – барабани (1992–1994) - Хат – вокали (1992–1995) - Кйетар – бас (1993) - Самот – бас (1993–1994) - Фрост – барабани (1994–1995; 2004–2005) - Сторм – бас (1995) - Арес – бас (1995–1997) - Грим – барабани (1995–1996) - Пест – вокали (1995–1997; 2008–2012) - Вролок – барабани (1996–1998) - Торментор – китара (1996–2002; 2008–2012) - Т-Рипър – бас (1998–1999) - Гаал – вокали (1998–2007) - Серсянт – барабани (1999) - Кинг ов Хел – бас (1999–2006; 2007) - Квитрафн – барабани (2000–2004) |  |

### Музиканти за турнета
- Скиген – китара (2009– )
- Кеш – бас (2011– )
- Хоест – вокали (2012– )

### Бивши туринг-музиканти
- Ивар Тормодстер – барабани (1999)
- Фрост – барабани (2001)
- Торментор – китара (2003)
- Аполион – китара (2003–2004)
- Дирге Рип – барабани (2004–2007)
- Скаг – китара (2005)
- Гаргуф – барабани (2007)
- Телох – китара (2004–2005, 2007)
- Вил – барабани (2009–2011)

## Дискография
| - Pentagram – (1994) - Antichrist – (1996) - Under the Sign of Hell – (1997) - Destroyer – (1998) - Incipit Satan – (2000) - Twilight of the Idols – (2003) - Ad Majorem Sathanas Gloriam – (2006) - Quantos Possunt ad Satanitatem Trahunt – (2009) - Under the Sign of Hell 2011 – (2011) - Instinctus Bestialis – (2015) - The Last Tormentor – (1996) - Bergen 1996 – (1997) - Black Mass Krakow 2004 – (2008) - True Norwegian Black Metal – Live in Grieghallen – (2008) | - A Sorcery Written in Blood – (1993) - Promo '94 – (1994) |